# Rosenda Monteros
Rosenda Monteros (Veracruz, 1935. augusztus 31. – Mexikóváros, 2018. december 29.) mexikói színésznő.

## Fontosabb filmjei
- Llévame en tus brazos (1954)
- The White Orchid (1954)
- María la Voz (1955)
- A Woman's Devotion (1956)
- Feliz año, amor mío (1957)
- El diario de mi madre (1958)
- Las tres pelonas (1958)
- Villa!! (1958)
- La gran caída (1958)
- Nazarín (1959)
- Sábado negro (1959)
- La ciudad sagrada (1959)
- El Esqueleto de la señora Morales (1960)
- A hét mesterlövész (The Magnificent Seven) (1960)
- Los cuervos (1961)
- Tiara Tahiti (1962)
- The Mighty Jungle (1964)
- Valería (1965, tv-sorozat, három epizódban)
- She (1965)
- Ninette y un señor de Murcia (1965)
- Savage Pampas (1966)
- Eve (1968)
- ¡Dame un poco de amooor...! (1968)
- Un Extraño en la Casa (1968)
- Coleccionista de cadáveres, El (1970)
- Los perros de Dios (1974)
- Rapiña (1975)
- Las siete cucas (1981)
- La casa de Bernarda Alba (1982)
- Másnak tűnő szerelem (El amor no es como lo pintan) (2000, tv-sorozat, három epizódban)
- Sexo impostor (2005)